# 蒙古红螯蛛
蒙古红螯蛛（学名：Chiracanthium mongolicum）为管巢蛛科红螯蛛属的动物。在中国大陆，分布于黑龙江等地。该物种的模式产地在黑龙江。
种加名 mongolicum 意为“蒙古的”。